# Bambutapakul
Bambutapakul (Scytalopus spillmanni) är en fågel i familjen tapakuler inom ordningen tättingar.

## Utbredning
Fågeln förekommer i centrala Anderna från Colombia till centrala Ecuador.

## Status
IUCN kategoriserar arten som livskraftig.

## Namn
Fågelns vetenskapliga artnamn hedrar Franz Spillmann (1901-1988), österrikisk paleontolog och zoolog bosatt i Ecuador och Peru 1925-1942 och 1948-1962. Tidigare kallades den spillmanntapakul även på svenska, men tilldelades 2024 ett mer informativt namn av BirdLife Sveriges taxonomikommitté.